# 4287 Trisov
4287 Trisov је астероид главног астероидног појаса чија средња удаљеност од Сунца износи 2,207 астрономских јединица (АЈ).
Апсолутна магнитуда астероида је 13,2.